# Förbundslandsregering (Österrike)
Förbundslandsregeringen (ty. Landesregierung) är förbundslandets högsta verkställande myndighet i Österrike. Den består av förbundslandsregeringens chef (österrikisk tyska: Landeshauptmann) och ministrarna (Landesrat). I Wien är kommunstyrelsen (Stadtsenat) samtidigt förbundslandsregering. Antalet ministrar bestäms av förbundslandsförfattningen och varierar mellan 7 och 13. 

## Val av förbundslandsregeringen
Valet av förbundslandsregeringen görs av lantdagen, men utformningen skiljer sig mellan förbundsländerna. Man kan urskilja två principer:
- Proportionellt val i tre förbundsländer (Niederösterreich, Oberösterreich och Wien). Regeringens sammansättning bestäms av lantdagens sammansättning.
- Majoritetsval i sex förbundsländer (Burgenland, Kärnten, Salzburg, Steiermark, Tyrolen och Vorarlberg) där det största partiet eller en koalition bildar regering.

Vanligtvis väljs regeringschefen i en första valomgång och de andra regeringsmedlemmarna i egna valomgångar.

### Förbundslandsregeringens chef  (Landeshauptmann)
I motsats till den federala regeringen är förbundslandsregeringens chef överordnad de andra regeringsmedlemmarna. Han förestår förbundslandets regeringskansli (Amt der Landesregierung) och distriktsstyrelserna (Bezirkshauptmannschaft).

## Förbundslandsregeringens uppgifter
Det går att urskilja tre uppgiftsområden för en förbundslandsregering:
- regeringsärenden, där regeringen självständigt gestaltar politiken och dess utformning genom laginitiativ till lantdagen på de områden där delstaten har lagstiftnings- och beslutanderätt.
- myndighetsutövning å förbundsstatens vägnar (mittelbare Verwaltung). Statsförvaltningen på regional och lokal nivå utövas till största delen inte av regionala/lokala förvaltningskontor eller –institutioner utan är integrerad i förbundslandsförvaltningen. Undantag är finans-, polis- och armeeförvaltningen.
- förvaltningsuppgifter på uppdrag av förbundsstaten (Auftragsverwaltung)